# Naufrágio

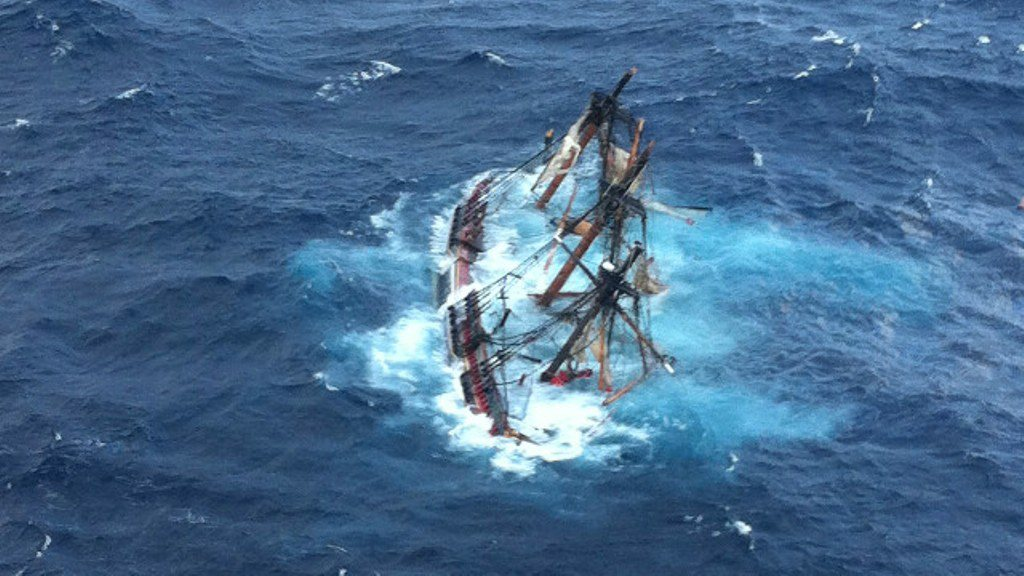
Um navio naufragando, em 2012.

Naufrágio (do latim naufragiu) ou soçobro é a perda de uma embarcação que sofreu um acidente, afundando ou ficando presa em recifes ou baixios.

## Causas habituais de naufrágios
As causas podem ser muito variadas, mas as mais comuns são:
- Má administração por parte de armadores, responsáveis maiores das embarcações, que não levam em conta os efeitos de más condições atmosféricas (tempestades, aquecimento dos mares e seus efeitos) nas embarcações;
- Perfuração do casco, o que permite a entrada de água na parte submersa;
- Instabilidade: inclinação do navio até um extremo que impede que este volte a estabilizar;
- Fatores meteorológicos: a precipitação e fenómenos meteorológicos podem provocar a instabilidade do navio, assim como causar o seu impacto contra sólidos que provocarão danos no casco, e que podem favorecer as condições para as causas de via aquática;
- Falha de navegação: erro de origem humana ou tecnológica que possibilita a colisão do navio contra rochas submersas (agulhas de mar), icebergs ou contra outros navios;
- Danos sofridos: destruição intencional do navio, que, normalmente, está motivada pela existência de uma guerra ou conflito. Neste caso, os danos podem ser causados por uma variedade de motivos, desde a sabotagem até ao impacto de projéteis, mísseis e torpedos.

## Preservação da navegação
A conservação do veículo depende de vários elementos:
- Os materiais de construção do navio;
- O nível de destruição envolvido na perda do navio;
- O naufrágio ficando coberto de areia ou lodo;
- Se os componentes ou carga dos destroços foram recuperados;
- Se o naufrágio foi demolido para limpar um canal navegável;
- A profundidade da água no local dos destroços;
- A força das correntes da maré ou ação das ondas no local das ruínas;
- O pH e outras características químicas da água no local;
- A exposição às condições climáticas da superfície no local dos destroços;
- Temperatura;
- A presença de animais marinhos que consomem o tecido do navio.

### Materiais de construção
O aço e ferro, dependendo da espessura, podem reter a estrutura do navio por décadas. À medida que a corrosão ocorre, às vezes ajudada pelas marés e pelo clima, a estrutura entra em colapso. Objetos ferrosos grossos, como canhões, caldeiras a vapor ou o vaso de pressão de um submarino, muitas vezes sobrevivem bem debaixo d'água, apesar da corrosão.
Hélices, condensadores, dobradiças e orifícios das portas eram geralmente feitos de metais não ferrosos, como latão e bronze fosforoso, que não se corroem facilmente.
Já componentes de madeira expostos deterioram-se rapidamente. Muitas vezes, as únicas partes de madeira dos navios que restam depois de um século são as que foram enterradas em lodo ou areia logo após o naufrágio. Um exemplo disso é Mary Rose.

## Naufrágio segundo os armadores e o seguro
Um barco que encalhe na costa não é considerado como vítima de naufrágio enquanto permanece no local até ser dado como perda total pelos Armadores e/ou pelas Companhias Seguradoras, quando o preço do reparo do chamado "Sinistro" for superior ao preço da embarcação nova.

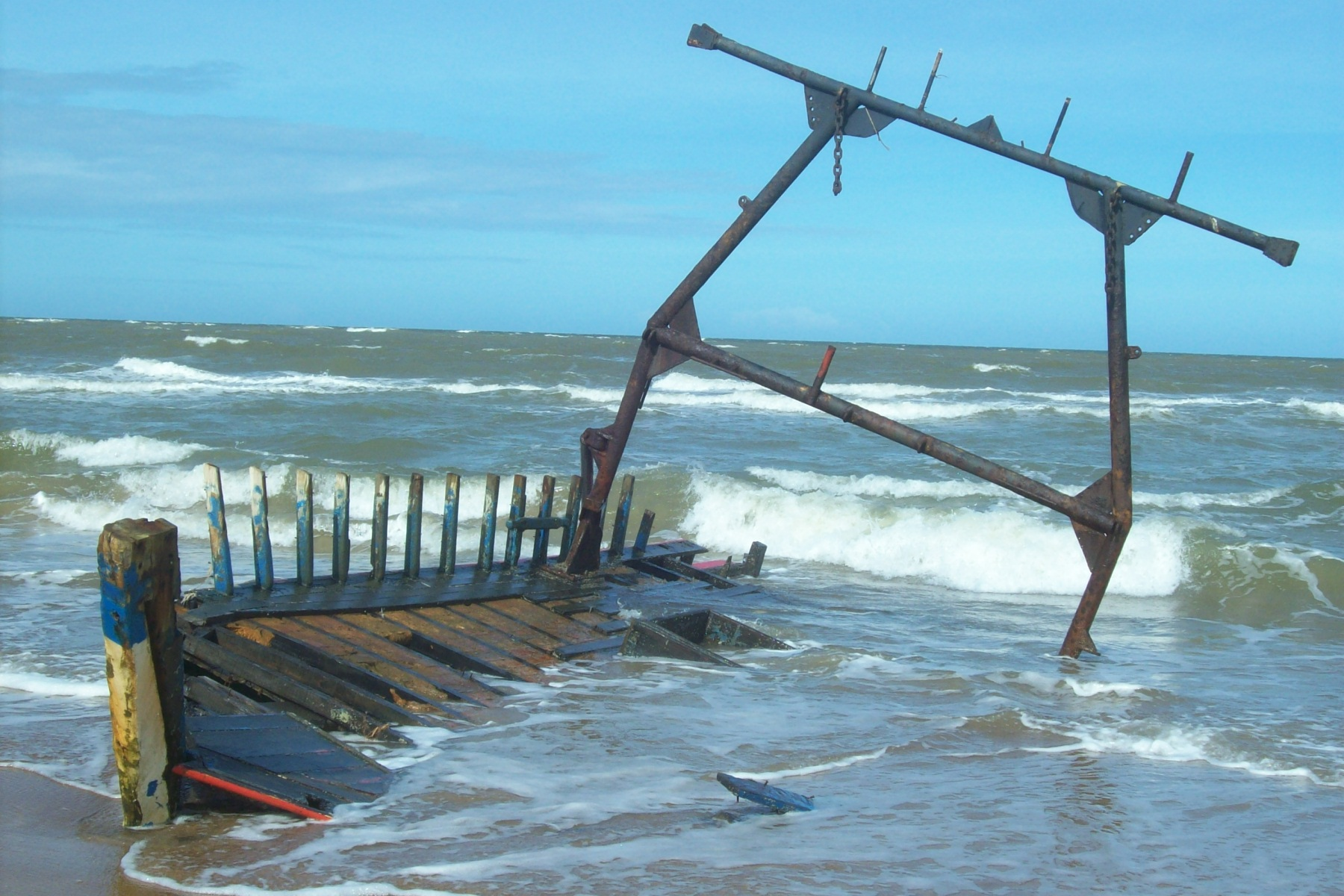
Barco pesqueiro naufragado por falha de navegação em Pontal do Sul.

## Atração turística
Os lugares de naufrágios são, muitas vezes, motivos de atração turística, como é o caso do SS American Star frente a Fuerteventura, nas Ilhas Canárias; o naufrágio do Napo na costa do Chile; ou o do SMS Dresden no arquipélago Juan Fernández (Chile). No entanto, o naufrágio trágico do RMS Titanic (por colisão, em 1912) é o mais célebre da história recente.